# Team (canción de Iggy Azalea)
«Team» es una canción grabada por la rapera australiana Iggy Azalea. Fue lanzada el 18 de marzo de 2016 como el primer sencillo del que hubiera sido su segundo álbum de estudio en publicarse, Digital Distortion; el álbum fue cancelado después de que Azalea tuviera algunas persecuciones con su discográfica, Def Jam. Asimismo, fue el primer sencillo en solitario de Azalea en tres años.
Azalea coescribió «Team» junto a Bebe Rexha, Lauren Christy, entre otros compositores acreditados, incluidos los principales productores, parte del colectivo D.R.U.G.S.: Marlon «Chordz» Barrow, Alexander «Nezzo» Palmer y Michael «Omega» Fonseca, con los colaboradores adicionales Ryan Anthony Avilez, Louis Harden y Brandon «Stix» Salaam-Bailey. La canción contiene una interpolación de la composición de 1999 «Back That Azz Up», escrita e interpretada por Juvenile, Lil Wayne y Mannie Fresh.
El lanzamiento estuvo acompañado por el estreno de una versión en vídeo de baile en el canal de Vevo de Iggy Azalea, con un elenco de bailarines realizando una rutina coreografiada, aunque la propia Azalea está ausente del vídeo. El vídeo musical oficial de la canción se estrenó el 31 de marzo de 2016. «Team» llegó a los primeros cuarenta en Australia, convirtiéndose en su noveno sencillo en lograrlo. Debutó y alcanzó el puesto número 42 en la lista de popularidad Hot 100 de Billboard de Estados Unidos, permaneciendo en la lista durante ocho semanas. La canción también obtuvo el debut más alto de Azalea como artista principal en la lista Hot Rap Songs con su llegada al octavo lugar y fue certificada Oro por la Recording Industry Association of America (RIAA) más tarde ese año. «Team» fue nominada a Mejor canción de rhythm and blues-hiphop en los Teen Choice Awards de 2016. A octubre de 2019, «Team» había obtenido más de trescientos millones de reproducciones en todo el mundo en todas las plataformas.

## Presentaciones en vivo
Azalea presentó «Team» en vivo por primera vez en The Tonight Show Starring Jimmy Fallon el 22 de marzo de 2016. Ella cerró la tercera edición de los iHeartRadio Music Awards el 3 de abril de 2016 con una actuación de la canción. Azalea también presentó «Team» en The Ellen DeGeneres Show el 7 de abril, en the Late Night with Seth Meyers el 28 de abril y en Good Morning America el 10 de junio de 2016. Una actuación pregrabada de la canción fue emitida durante la octava temporada de Nick Cannon Presents: Wild 'N Out por MTV.

## Lista de canciones
- Descarga digital (Versión limpia)

1. «Team» – 3:29

- Descarga digital (Versión explícita)

1. «Team» – 3:29

- Descarga digital (Remezcla)

1. «Team» (Young Bombs remix) – 4:33

## Posicionamiento en listas

### Listado semanal
| Lista (2016)                           | Mejor posición |
| -------------------------------------- | -------------- |
| Australia (ARIA)                       | 40             |
| Canadá (Canadian Hot 100)              | 41             |
| Canadá CHR/Top 40 (Billboard)          | 40             |
| Francia (SNEP)                         | 89             |
| Alemania (Deutsche Black Charts)       | 9              |
| Nueva Zelanda Heatseekers (RMNZ)       | 6              |
| Portugal (AFP)                         | 87             |
| Rumania (Airplay 100)                  | 85             |
| Escocia (Scottish Singles Sales Chart) | 43             |
| Reino Unido (UK Singles Chart)         | 62             |
| Reino Unido (UK R&B Chart)             | 12             |
| Estados Unidos (Billboard Hot 100)     | 42             |
| Estados Unidos (Hot Rap Songs)         | 8              |
| Estados Unidos (Mainstream Top 40)     | 23             |

### Listado de fin de año
| Lista (2015-16)                                 | Mejor posición |
| ----------------------------------------------- | -------------- |
| Alemania (Deutsche Black Charts)                | 89             |
| Estados Unidos US Rap Digital Songs (Billboard) | 45             |

## Fecha de lanzamiento
| Región         | Fecha               | Formato                     | Discográfica | Ref.   |
| -------------- | ------------------- | --------------------------- | ------------ | ------ |
| Mundo          | 18 de marzo de 2016 | Descarga digital            | Def Jam      |        |
| Estados Unidos | 5 de abril de 2016  | Rhythmic contemporary radio | Def Jam      | [ 23 ] |
| Estados Unidos | 5 de abril de 2016  | Contemporary hit radio      | Def Jam      | [ 24 ] |
| Italia         | 13 de mayo de 2016  | Contemporary hit radio      | Universal    | [ 25 ] |
| Mundo          | 13 de mayo de 2016  | Descarga digital (Remix)    | Def Jam      |        |